# Orchestre de chambre d'Israël
L’Orchestre de chambre d'Israël (en anglais Israel Chamber Orchestra, en abréviation ICO, en hébreu : התזמורת הקאמרית הישראלית) est un orchestre israélien basé à Tel Aviv-Jaffa. Le financement principal provient du ministère israélien de l'Éducation et de la municipalité de Tel Aviv-Jaffa.
L'Orchestre de Chambre d’Israël, fondé en 1965 par le Maestro Gary Bertini, est l’orchestre de chambre le plus ancien d’Israël. Se sont succédé à sa tête : Luciano Berio, Rudolph Barshai, Uri Segal, Yoav Talmi, Shlomo Mintz, Philippe Entremont, Salvador Mas Conde, Noam Sheriff, Gil Shohat et Roberto Paternostro. Depuis la saison 2015/2016, il se développe sous la direction du maestro Ariel Zuckermann (en).

## Répertoire et tournées
L'Orchestre de chambre d'Israël s'est produit dans plusieurs pays d'Europe centrale, en Amérique du Nord et du Sud et en Extrême-Orient ainsi que dans le cadre des festivals de Salzbourg, d'Athènes, de Sofia, d'Helsinki, d'Istanbul, de Pompéi et de Hong Kong.
En 2010, Roberto Paternostro dirige l'Orchestre en Allemagne (Stuttgart, Cologne) et en Autriche (Eisenstadt International Haydn Festival, Brucknerfest Linz). Des solistes comme Elena Bashkirova se produisent pour la première fois avec l'ICO en Europe.
Le 27 juillet 2011, l'Israel Chamber Orchestra a été le premier orchestre israélien à jouer des œuvres de Richard Wagner à Bayreuth (Richard Wagner est considéré comme le compositeur antisémite et favori de Hitler). Le projet, parrainé par Katharina Wagner, a fait débat en Israël.
Le 17 octobre 2013, l'ensemble se produit au Theater an der Wien, interprétant "l'Empereur d'Atlantis" de Viktor Ullmann, œuvre composée par l'artiste lorsqu'il était au camp de concentration.

## Chefs d'orchestre, solistes et chœurs
De nombreux artistes de renommée internationale ont joué avec l'Orchestre de chambre d’Israël : Mstislav Rostropovich, Vladimir Ashkenazy, Isaac Stern, Itzhak Perlman, Pinchas Zukerman, Yefim Bronfman, Miriam Fried, Joseph Kalichstein, Kryzstof Penderecki, Christoph Eschenbach, Yoel Levi, Jean Pierre Rampal, Paul Tortelier, Heinrich Schiff, Heinz Holliger, Sergiu Commissiona, Claude Frank, David Shallon, Tabea Zimmerman.
Se sont également produits avec l'ICO le Wiener Sängerknaben, le Tölzer Knabenchor, le Chœur de Chambre de Prague, le Chœur de l'université Brigham-Young (en), l'Ensemble vocal de Lausanne, le Chœur de chambre de Stuttgart, le Gulbenkian Choir, ainsi que le Chœur de Chambre des Pays-Bas.